# Trichostomum hondurense
Trichostomum hondurense là một loài rêu trong họ Pottiaceae. Loài này được B.H. Allen mô tả khoa học đầu tiên năm 2002.